# Коуа східний
Ко́уа східний (Coua coquereli) — вид зозулеподібних птахів родини зозулевих (Cuculidae). Ендемік Мадагаскару. Вид названий на честь французького натураліста Жана Шарля Кокреля.

## Опис
Довжина птаха становить 40-42 см, враховуючи довгий хвіст. Виду не притаманний статевий диморфізм. Верхня частина тіла і крила оливково-зелені з тьмяним бронзовим відтінком, хвіст темно-бронзовий, тім'я чорне. Горло і груди білуваті або охристі, решта нижньої частини тіла рудувато-коричнева. Живіт і гузка оливково-сірі. Нижня сторона хвоста чорна, крайні стернові пера мають білі кінчики. Навколо очей плями голої синьої шкіри, окаймлені чорним пір'ям. Райдужки червоні, дзьоб і лапи чорнувато-сірі. Молоді птахи мають більш тьмяне забарвлення, нижня частина тіла у них поцяткована білими і темно-сірими смугами, очі темно-карі, кайма навколо плям на обличчі відсутня.

## Поширення і екологія
Східні коуа живуть в сухих тропічних лісах, рідколіссях, галерейних лісах і чагарникових заростях на заході острова Мадагаскар. Зустрічаються поодинці або парами, на висоті до 800 м над рівнем моря. Ведуть переважно наземний спосіб життя. Живляться кониками, гусінню, метеликами, жуками та іншими комахами, павуками, плодами і насінням. Сезон розмноження триває з листопада по січень. Східні коуа, як і інші представники їх роду, не практикують гніздовий паразитизм. Їхні гнізда мають чашоподібну форму, робляться з гілочок і кори, розмішується на дереві або серед ліан, на висоті від 3 до 8 м над землею. В кладці 2-3 білих яйця розміром 33,5×25 мм.